# Chapelle Saint-Fiacre de Pluvigner
La Chapelle Chapelle Saint-Fiacre est située  au lieu-dit "Trélécan" sur la commune de Pluvigner dans le Morbihan.

## Historique
La chapelle fait l’objet d’une inscription au titre des monuments historiques depuis le 26 octobre 1925.
La chapelle Saint-Fiacre était en ruine en 1888. 
Elle fut rénovée au XIe siècle. 
Il semble qu'une première chapelle fut édifiée au XIIe siècle. 
Au XVe siècle une petite chapelle fut accolée au Sud de la chapelle initiale. 
De nouvelles restaurations y furent faites en 1640. 
La chapelle du Sud, est entourée à l'extérieur d'un banc de pierre.
Elle ouvre sur la nef principale par deux arcades, légèrement brisées, et moulurées de gros tores, portant de chaque côté sur des colonnettes engagées et, au centre, sur un faisceau de quatre colonnettes terminées par un seul et même tailloir sur lequel se lit la date de 1453.
Une sacristie a été réalisée en 1839.
La façade occidentale et la fenêtre du côté nord sont remontées en 1878. 
De 1985 à 1990, les murs intérieurs et extérieurs sont remis en état, le clocheton est consolidé et le mur d'enceinte, la toiture et le calvaire sont également restaurés.